# John Read (Snookerspieler)
John Read (* 3. Mai 1969) ist ein ehemaliger englischer Snookerspieler, der zwischen 1991 und 2003 für zwölf Saisons Profispieler war. In dieser Zeit erreichte er das Endspiel des Pontins Autumn Professional 1991 und des Malta Masters 1996 sowie Rang 62 der Snookerweltrangliste.

## Karriere
Zwischen 1987 und 1990 versuchte Read, über die WPBSA Pro Ticket Series und die Professional Play-offs eine Qualifikation für die Profitour zu bekommen. Trotz einiger guter Ergebnisse verfehlte er sein Ziel. Erst als zur Saison 1991/92 die Profitour für alle Spieler geöffnet wurde, wurde Read Profispieler. Beim Pontins Autumn Professional erreichte er direkt sein erstes Endspiel, unterlag aber Drew Henry. Später zog er bei den Asian Open ins Viertelfinale ein, wodurch er sich auf der Weltrangliste auf Platz 64 platzierte. Nachdem er diesen Erfolg in den nächsten drei Jahren nicht mehr wirklich wiederholen konnte, wurde er nur noch auf Platz 92 geführt.
Da seine Finalteilnahme beim Malta Masters 1996 nicht für die Weltrangliste zählte und seine Ergebnisse konstant blieben, belegte er zwei Jahre später Rang 86. Dadurch wurde er gezwungen, einen Nachweis für seine sportliche Qualifikation zu erbringen, was ihm bei der WPBSA Qualifying School auch gelang. Dank regelmäßiger Hauptrundenteilnahmen während der folgenden zwei Spielzeiten arbeitete sich Read auf Platz 62 der Weltrangliste hinauf, die beste Platzierung seiner Karriere. In der folgenden Saison konnte er auf der Weltrangliste dieses Niveau halten, da er bei der Snookerweltmeisterschaft 2000 in die Hauptrunde einzog. Danach verschlechterten sich Reads Ergebnisse aber deutlich. Abgerutscht auf Platz 98, verlor er Mitte 2003 seinen Profistatus.

## Erfolge
| Ausgang       | Jahr | Turnier                           | Finalgegner  | Ergebnis |
| ------------- | ---- | --------------------------------- | ------------ | -------- |
| Profiturniere |      |                                   |              |          |
| Zweiter       | 1991 | Pontins Autumn Professional       | Drew Henry   | 2:5      |
| Zweiter       | 1996 | Malta Masters                     | Mark Davis   | 3:6      |
| Sieger        | 1997 | WPBSA Qualifying School – Event 2 | Alan Burnett | 5:2      |